# کامران ملک‌مطیعی
کامران ملک‌مطیعی (متولد ۱۳۴۲ در تهران) مجری، صداپیشه، هنرپیشه، کارگردان، و نویسنده اهل ایران است.

## سرگذشت
کامران ملک‌مطیعی بیشتر با هنرنمایی در نقش دکتر سرایدار در سریال زیر آسمان شهر ۱ به کارگردانی مهران غفوریان شناخته می‌شود.
او با نقش آفرینی در یک نقش کوتاه درکنار پدر خود کیومرث ملک‌مطیعی، سعید کنگرانی و پرویز فنی زاده در سریال دایی جان ناپلئون به کارگردانی ناصر تقوایی پا به عرصه بازیگری گذاشت. کامران ملک‌مطیعی در سال ۱۳۶۲ کار هنری را به صورت حرفه‌ای آغاز کرد و تا سال ۱۳۸۰ خورشیدی فعالیت‌های گسترده‌ای را در رادیو، تئاتر و تلویزیون داشت.
کامران ملک‌مطیعی دانش‌آموخته موسیقی، اقتصاد و تئاتر در تهران است.
بر پایه گفته خویش وی در سال‌های فعالیت خود در ایران رابطه بسیار نزدیکی با منوچهر نوذری، فرهنگ مهرپرور، بهمن زرین‌پور، مهران مدیری و ناصر عبداللهی داشته است.
او در سال ۱۳۶۹ در یکی از مجموعه‌های آیتمی که با مضمون‌های سیاسی برای کودک و نوجوان به کارگردانی ثریا قاسمی ساخته شده بود در کنار مهران مدیری به ایفای نقش پرداخت که آن برنامه در سال ۱۳۷۱ بنام مشت‌های کوچک روی آنتن رفت. مهران مدیری از مشت‌های کوچک به عنوان اولین تجربه نقش آفرینی خود در تلویزیون یاد کرده است.
کامران ملک‌مطیعی تجربه کارگردانی مجموعه تلویزیونی را نیز در کارنامه خود دارد او برای نوروز ۱۳۷۸ خورشیدی طنز آیتمی را بنام جمعه‌ها کارگردانی کرده است که از بازیگران آن می‌توان به داوُد ولی‌پور، نیما صنعتی، حسین لطیفی، امیر جوشقانی و محمود اوین اشاره کرد. طنز آیتمی جمعه‌ها نخستین کار تلویزیونی شهاب حسینی و کیوان ملک‌مطیعی (برادر کامران ملک‌مطیعی) به‌شمار می‌آید. کامران ملک‌مطیعی به غیر از کارگردانی و ایفای نقش در این سریال نوروزی، نویسنده این اثر نیز بوده است.
از تنها اثر سینمایی ای که کامران ملک‌مطیعی در ایران در آن ایفای نقش کرده است می‌توان به فیلم مهره به کارگردانی محمدعلی سجادی اشاره نمود که در اسفند ۱۳۷۶ به صورت محدود در ۷ شب در ۳ سینما به اکران درآمد.

## ممنوع التصویری
کامران ملک‌مطیعی که در آغاز دهه هشتاد یکی از پرکارترین مجریان برنامه‌های زنده تلویزیونی در استان‌های مختلف بود در سال ۱۳۸۰ خورشیدی در حین برداشت واپسین قسمت‌های زیر آسمان شهر ۱ بنا به دلایل واهی و نامشخصی ممنوع التصویر شد و بلافاصله از سریال کنار گذاشته شد.
او همزمان درکنار نقش آفرینی در زیر آسمان شهر، در سال ۱۳۸۱ یک برنامه ۹۰ قسمتی به نام توی خونه به همراه ارژنگ امیرفضلی را کارگردانی کرد که هنرمندانی مانند کیومرث ملک‌مطیعی، رضا عبدی، رضا بنفشه‌خواه، محمد شیری، مهیار پورحسابی، داوُد ولی‌پور، میلیشا مهدی‌نژاد، و ماندانا اصلانی بازیگران آن بودند.
به گفته کامران ملک‌مطیعی، در سال ۱۳۸۱ وی قرار بوده در سریال کوچه اقاقیا به کارگردانی رضا عطاران ایفاگر نقش فرهاد تهرانی که آن را رضا شفیعی‌جم بازی کرد باشد.
او در سال ۱۳۸۴ پس از یک دوره ممنوع التصویری چند ساله در یک سریال مناسبتی برای دهه فجر به نام پایان نمایش به کارگردانی بهمن زرین‌پور ایفای نقش نمود و ایران را ترک کرد.

## زندگی در آمریکا
کامران ملک‌مطیعی در سال ۲۰۰۶ ایران را به مقصد آمریکا ترک کرد و پس از سکونت در ایالات متحده آمریکا در یک فیلم کوتاه به نام برای پرنده‌ها و ۲ فیلم بلند به نام‌های بکارت و خارجی‌های لعنتی ایفای نقش کرده است.
او هم چنین تجربه گویندگی در رادیو فردا را میان سال‌های ۲۰۱۰ تا ۲۰۱۸ تحت برنامه‌هابی بنام رادیو پَس‌فردا و رادیو توکا را دارد که خود آنها را راه اندازی کرده بود.

## آثار برجسته

### تئاتر
- نمایش زائر به کارگردانی حمید امجد
- نمایش کمدی شب سیزدهم به کارگردانی و نگارش حمید امجد
- نمایش کمدی تو این بنگاه معاملاتی چه خبره؟ به کارگردانی مجید جعفری و نگارش منوچهر نوذری
- نمایش ویلای پُر ماجرا

### سینما
- (۱۳۷۶) مهره در نقش مولایی
- (۲۰۱۴) برای پرنده‌ها در نقش قاضی
- (۲۰۱۴) بکارت به کارگردانی سعید خوزه
- (۲۰۱۵) خارجی‌های لعنتی به کارگردانی سعید خوزه

### تلویزیون
- ۱۳۵۵ دایی جان ناپلئون | یک اِپیزود (در نقش همکلاسی سعید)
- ۱۳۶۸ بهارانهاین مجموعه در سبک کمدی موقعیت، به نویسندگی کامران ملک‌مطیعی، تهیه کنندگی بهروز خوش رزم و کارگردانی چندین هنرمند مطرح آن دوران مانند سعید پورصمیمی، اسماعیل شنگله، رضا بابک، رسول نجفیان و کاظم بلوچی برای نوروز ۱۳۶۸ ساخته شد و از بازیگران آن می‌توان به نادره، بهرام شاه محمدلو، مجید رزاز، محمود بصیری و فرهاد خان محمدی اشاره نمود.
- ۱۳۶۹ مشت‌های کوچک | به کارگردانی ثریا قاسمی
- ۱۳۷۴ پهلوانان نمی‌میرند
- ۱۳۷۷ بیست
- مجموعه بیست
- ۱۳۷۷ مهربانی
- ۱۳۷۸ جمعه‌ها (به کارگردانی و نگارش کامران ملک‌مطیعی) | کارگردان تلویزیونی: سیمین دولو
- ۱۳۷۸ قطار ابدی (در نقش بیوک) به کارگردانی بهروز بقایی
- ۱۳۷۹ مثل زندگی (در نقش محسن) به کارگردانی بهروز بقایی
- ۱۳۸۰ زیر آسمان شهر (در نقش دکتر مهرتاش سرایدار) به کارگردانی مهران غفوریان
- ۱۳۸۱ توی خونه (یکی از کارگردانان به همراه ارژنگ امیرفضلی)
- ۱۳۸۴ پایانِ نمایش (به کارگردانی بهمن زرین‌پور)

##### رادیو
- ۱۳۶۳ صبح جمعه با شما (گوینده)
- ۱۳۷۱ عصرانه (یکی از نویسندگان، درکنار مهرداد خسروی و داریوش کاردان)
- وقتِ گُل در رادیو زمانه (دهه ۲۰۰۰ میلادی)
- برنامه خبری، نمایشیِ خارج از محدوده در رادیو زمانه (دهه ۲۰۰۰ میلادی)

##### مجری
- ۲۰۱۰–۲۰۰۹ برنامه فرهنگی و هنریِ تیراژه (اجرا در شبکه Win TV)
- شب‌های گرم (اجرا در شبکه ۱ سیما)